# 2-alkin-1-ol dehidrogenaza
2-alkin-1-ol dehidrogenaza (EC 1.1.1.165, 2-alkin-1-olna dehidrogenaza) je enzim sa sistematskim imenom 2-butin-1,4-diol:NAD+ 1-oksidoreduktaza. Ovaj enzim katalizuje sledeću hemijsku reakciju
2-butin-1,4-diol + NAD+ {\displaystyle \rightleftharpoons } 4-hidroksi-2-butinal + NADH + H+
Ovaj enzim deluje na mnoštvo 2-alkin-1-ola, kao i na 1,4-butandiol. NADP+ takođe deluje kao acceptor, mada sporije.

## Literatura
- Nicholas C. Price; Lewis Stevens (1999). Fundamentals of Enzymology: The Cell and Molecular Biology of Catalytic Proteins (Third изд.). USA: Oxford University Press. ISBN 019850229X.
- Eric J. Toone (2006). Advances in Enzymology and Related Areas of Molecular Biology, Protein Evolution (Volume 75 изд.). Wiley-Interscience. ISBN 0471205036.
- Branden C; Tooze J. Introduction to Protein Structure. New York, NY: Garland Publishing. ISBN 0-8153-2305-0.
- Irwin H. Segel. Enzyme Kinetics: Behavior and Analysis of Rapid Equilibrium and Steady-State Enzyme Systems (Book 44 изд.). Wiley Classics Library. ISBN 0471303097.

## Spoljašnje veze
- 2-alkyn-1-ol+dehydrogenase на 